# Beybienkia lithophila
Beybienkia lithophila är en insektsart som beskrevs av Andrej Vasiljevitj Gorochov och Leo L. Mishchenko 1989. Beybienkia lithophila ingår i släktet Beybienkia och familjen Pamphagidae. Inga underarter finns listade i Catalogue of Life.